# Collinsvale
Collinsvale, früher Sorell Creek und anschließend Bismarck genannt, ist ein Ort in Tasmanien und liegt etwa 20 Kilometer nördlich von Hobart, der Hauptstadt Tasmaniens. In diesem Ort wurde im Jahre 1883 ein Gebäude in deutscher Fachwerkbauweise errichtet, das aufgrund seiner Seltenheit heute ins Register denkmalgeschützter Objekte dieser australischen Insel eingetragen ist und restauriert werden soll. Der Ort wurde aufgrund antideutscher Stimmungen nach dem Beginn des Ersten Weltkriegs im Jahre 1915 von Bismarck in Collinsvale umbenannt. Der Name geht auf David Collins zurück, dem ersten Gouverneur von Van-Diemens-Land (heute Tasmanien), der Hobart gegründet hatte.

## Geschichte
Der Ort hieß ursprünglich im 19. Jahrhundert Sorell Creek. Die britische Kolonie Tasmanien war dünn besiedelt und verlor wegen des Goldrauschs in Victoria in den Jahren 1851/52 ein Drittel seiner Bevölkerung. Die ersten Siedler in Collinsvale waren Briten, die in den Jahren 1870/71 nach Tasmanien kamen. Später kamen Siedler aus Deutschland und Dänemark hinzu. Insgesamt 500 Deutsche kamen in den 1860er und 1870er Jahren nach Tasmanien. Während früher die Kosten der Schiffsreise frei war, wanderten diese auf eigene Kosten ein. 1901 lebten bereits 1.500 deutsche Einwanderer auf der Insel. Die Siedler waren vor allem Bauern und Handwerker, die sich wegen der kostengünstigen Grundstückspreise und des sauberen Trinkwassers um Collinsvale ansiedelten.
Bereits 1877 wurde in der Ortschaft eine Schule, die Sorell Creek Public School, errichtet. Diese brannte bei einem Buschfeuer im Jahre 1900 ab und wurde in der Folge neu gebaut. 1891 wurde der Ort und die Schule wegen der zahlreich dort lebenden Deutschen nach dem Reichskanzler des Deutschen Kaiserreichs in Bismarck umbenannt. Mit dem Ausbruch des Ersten Weltkriegs kam es zu antideutschen Stimmungen in Tasmanien, woraufhin der Ort in Collinsvale umbenannt wurde. Einige deutsche Siedler Tasmaniens wurden in einer Station auf Bruny Island interniert oder diskriminiert.
Vom späten 19. Jahrhundert bis zum Zweiten Weltkrieg war die Gegend ein bedeutendes Obstanbau- und landwirtschaftlich genutztes Gebiet für Tasmanien.

## Denkmalpflege
Collinsvale ist von historischem Interesse, da Siedler verschiedener Nationalitäten mit ihren unterschiedlichen Siedlungs- und Lebens- sowie Kulturformen diesen Ort prägten.
Ein ursprüngliches Haus und ein Friedhof aus der ersten Siedlungszeit sind erhalten geblieben. Besonders bemerkenswert ist ein denkmalgeschütztes Fachwerkhaus aus dem Jahre 1883, das Gustav Voss baute. Die deutsche Fachwerkbautechnik war seinerzeit in Tasmanien unbekannt.

## Geographie
Collinsvale liegt am Sorell Creek, einen Fluss, der durch ein kleines Tal bei Hobart fließt. Das Tal ist von Bergen – darunter der bekannte Mount Wellington – umgeben. Der Ort ist für seinen kaltem Windeinfall und schnellem Wetterwechsel berüchtigt. In unmittelbarer Nähe befinden sich die Regenwälder Mount-Hull-Forest und Myrtle-Forest.